# کامرون شوت
کامرون شوت (انگلیسی: Cameron Shute؛ ۱۵ مارس ۱۸۶۶ – ۲۵ ژانویه ۱۹۳۶) فرمانده نظامی اهل بریتانیا بود. وی برندهٔ جوایزی همچون نشان حمام شده‌است.